# Lema Mabidi
Lema Chikito Mabidi (ur. 11 czerwca 1993 w Kinszasie) – kongijski piłkarz grający na pozycji ofensywnego pomocnika. Od 2015 jest zawodnikiem klubu Raja Casablanca.

## Kariera klubowa
Swoją karierę piłkarską Mabidi rozpoczął w klubie Shark XI z Kinszasy. W sezonie 2010 zadebiutował w jego barwach w drugiej lidze Demokratycznej Republiki Konga. W 2012 roku przeszedł do AS Vita Club. W sezonach 2012 i 2013 wywalczył z nim dwa z rzędu wicemistrzostwa kraju, a w sezonie 2014/2015 został mistrzem tego kraju.
W trakcie sezonu 2014/2015 Mabidi przeszedł do tunezyjskiego Club Sportif Sfaxien. Swój debiut w nim zaliczył 18 lutego 2015 w wygranym 2:0 wyjazdowym meczu z AS Djerba. W Sfaxien grał przez pół roku.
Latem 2015 roku Mabidi został zawodnikiem marokańskiej Raji Casablanca.

## Kariera reprezentacyjna
W reprezentacji Demokratycznej Republiki Konga Mabidi zadebiutował 7 października 2011 w przegranym 2:3 meczu kwalifikacji do Pucharu Narodów Afryki 2012 z Kamerunem. W 2015 roku został powołany do kadry na Puchar Narodów Afryki 2015. Rozegrał na nim dwa mecze: z Republiką Zielonego Przylądka (0:0) i o 3. miejsce z Gwineą Równikową (0:0, karne 4:2). Z kadrą Demokratycznej Republiki Konga zajął 3. miejsce w tym turnieju.